# Дембіна-Закшовська
Дембіна-Закшовська (пол. Dębina Zakrzowska) — село в Польщі, у гміні Войнич Тарновського повіту Малопольського воєводства.
Населення — 396 осіб (2011).
У 1975-1998 роках село належало до Тарновського воєводства.

## Демографія
Демографічна структура станом на 31 березня 2011 року:
|          | Загалом | Допрацездатний вік | Працездатний вік | Постпрацездатний вік |
| -------- | ------- | ------------------ | ---------------- | -------------------- |
| Чоловіки | 216     | 64                 | 133              | 19                   |
| Жінки    | 180     | 39                 | 107              | 34                   |
| Разом    | 396     | 103                | 240              | 53                   |